# 最果てから、徒歩5分
『最果てから、徒歩5分』（さいはてから とほごふん）は、糸井のぞによる日本の漫画作品。『月刊コミックバンチ』（新潮社）にて、2020年6月号から2021年8月号まで連載された。単行本は全2巻。
2022年10月からBSテレビ東京により岡田結実主演でテレビドラマ化された。

## 登場人物
幸田 すもも（こうだ すもも）
「生きること」も「死ぬこと」もできず、自殺の名所「志手の岬」から徒歩5分にあるオーベルジュ・ギルダを訪れた女性。
是枝 息吹（これえだ いぶき）
オーベルジュ・ギルダの店員。
大森 膳（おおもり ぜん）
オーベルジュ・ギルダのシェフ。
白石 夕雨子（しらいし ゆうこ）
オーベルジュ・ギルダの店主。　

## 書誌情報
- 糸井のぞ『最果てから、徒歩5分』 新潮社〈バンチコミックス〉、全2巻
  1. 2020年11月9日発売[4][5]、ISBN 978-4-10-772329-1
  2. 2021年08月6日発売[6]、ISBN 978-4-10-772409-0

## テレビドラマ
2022年10月1日から11月26日まで、毎週土曜日の21時00分 - 21時54分にBSテレビ東京・BSテレ東4Kの「土曜ドラマ9」枠にて放送された。主演はゴールデンタイムのドラマ初主演となる岡田結実。
「土曜ドラマ9」枠で独自に制作される連続ドラマは『私のエレガンス』以来約5か月ぶりである。

### キャスト

#### オーベルジュ・ギルダ
自殺の名所「志手の岬」（別名：死出の岬）から徒歩5分にあるオーベルジュ。
幸田すもも（こうだ すもも）
演 - 岡田結実（幼少期：泉谷星奈）
本作の主人公。母を殺してしまったかもしれない恐れと罪の意識から、「生きること」も「死ぬこと」もできず、ギルダを訪れた女性。
「死ぬまでにやりたい10のこと」のうち、「ユココに会って、感謝の思いを伝える」のひとつを残し、夕雨子に誘われギルダで働くことになる。
母の生存を確認後も、母に迎合したこれまでの生き方を変えるため、引き続きギルダで働く道を選ぶ。
是枝息吹（これえだ いぶき）
演 - 栁俊太郎
店員。先代オーナーシェフ・テツの孫。元歌舞伎町ナンバーワンホスト・蔵人。
後輩ホスト・イッキュウの相談に乗らず、イッキュウが投身自殺してしまったことに自責の念を今でも感じている。
大森膳（おおもり ぜん）
演 - 竹財輝之助
多国籍の料理を作るギルダのシェフ。先代オーナーシェフ・テツの一番弟子。
かつて働いていたレストラン「La Pigeon」のオーナー夫婦が無理心中し、残されたオーナー夫婦の娘・沙良を養女として引き取るが、沙良の母と一夜の過ちを犯していた。
白石夕雨子（しらいし ゆうこ）
演 - 内山理名（20年前：蛭田愛梨（虹のコンキスタドール））
マネージャー。
落ち着いた振る舞いとコーヒーでお客を癒し、すももにギルダで働かないかと持ち掛ける。
幼い頃、すももが憧れていたアイドル・ユココと思われたが、その正体はユココの姉・百合子であった。
軽い気持ちで送った妹・ユココの名前を騙ったファンレターの返信が原因で、暴走したファンが起こした交通事故で両親を失い、妹・ユココも顔に跡が残る傷を負いアイドルを引退した上、後日、ユココがその暴走したファンを刺殺して服役したことから、自責の念で志手の岬で投身自殺を図る。しかし、海岸に打ち上げられマーガレットに助けられ、ギルダのテツの優しさで、看病で宿泊した代償に大切な過去の記憶を担保に差し出すように言われたことで、過去を忘れ「夕雨子」の名前でギルダで働くようになっていた。

#### 周辺人物
幸田杏子
演 - 中島ひろ子
すももの母親。すももの生き方を支配しようとする毒親。海外留学して絵の勉強をしたいすももの夢を終わらせると、すももの絵画をカッターナイフで切り裂き捨てようとしたことから、すももと揉み合ううち、階段から転落し重傷を負う。
幸田栄一
演 - 黒宮けいた
すももの兄。階段から転落して入院した母・杏子を介抱し、妹・すももが実家に戻ってくることを待ち望んでいる。
テツ
演 - 梨本謙次郎
ギルダの先代オーナーシェフ。息吹の祖父。3年前に他界している。
料金の支払いが難しいお客様には、そのお客様の一番大事なものを担保に預かり、後日支払い時に返却するルールを運用していた。
マーガレット
演 - 宮崎美子（第4話・第5話・第7話・最終話）
バー「七人姉妹」の主人。通称マギー。テツの元交際相手。7年前、海岸に打ち上げられていた夕雨子を救助し、介抱するためギルダに連れて行き、彼女がギルダで働くきっかけを与えている。
大森沙良〈19〉
演 - 加藤小夏（幼少期：和智柚葉）（第6話 - 最終話）
美術大学の学生。膳の養女。かつて膳が働いていたレストラン「La Pigeon」のオーナー夫婦の娘で、両親が無理心中し天涯孤独となったことから、膳に引き取られている。両親の無理心中に巻き込まれなかったのは膳のおかげだと、彼のことを命の恩人と考えている。
大学の夏季休暇の間をギルダで過ごし、大好きな膳が夕雨子に気があるのではないかと嫉妬し、ネットの真偽不明の情報を手掛かりにユココの過去を図書館で詮索、ユココは人を殺害し現在服役中との記事を見つけたとギルダの従業員たちの前で暴露し、目の前にいる夕雨子はいったい何者なのかと問い詰める。
ユココ
演 - 蛭田愛梨（虹のコンキスタドール）（20年後：内山理名）
幼い頃、すももが憧れていたアイドル。ギルダの夕雨子（百合子）の妹。本当の夕雨子。
暴走したファンが引き起こした交通事故で同乗していた両親を亡くし、顔に跡が残る傷を負い、秘密裏にアイドルを引退する。
その後、交通事故を起こしたファンと出会い、そのファンを刺し殺して刑務所に服役するが、その過程で姉・百合子がユココの名を騙ったファンレターの返事を頼りに、そのファンが家族旅行をストーキングし、交通事故に至ったことを知る。姉・百合子に恨みの感情を抱いていると思われたが、出所前に刑務所にすももが面会に訪れると、暴走したファンに恨みはあるが、自らを偽りアイドルを演じていた自分の様に、自らを偽り優しい姉を演じていた百合子には恨みを抱いていないと告げる。
宇佐美一成〈24〉
演 - 本田剛文（BOYS AND MEN）
駅前交番の制服警官。管轄の「志手の岬」で自殺しようとする人がいないかパトロールに励んでいる。

#### ゲスト

##### 第1話
望月要
演 - 中村靖日 （第2話）
「ムゲン食品」の社員。ギルダの客。自殺を考え自暴自棄になり夕雨子に包丁を向けるが、すももに包丁を取り上げられる。
「ハンターアカデミー」というアニメ作品のファンで、新作映画について語り合おうと夕雨子に話しかけられ自殺を思いとどまり、「ムゲン食品」を辞める。
山中洋
演 - 渡辺正行
健康食品会社「ムゲン食品」の営業部長。ブラック企業で営業成績の悪い望月に、執拗に契約を取るように強いるパワハラを働く。
女性
演 - 阿南敦子
「死ぬまでにやりたい10のこと」を書いたメモ帳を落とし、「志手の岬」のバス停で下車するすももに、自殺しないように警告する。

##### 第2話
坂本柚月
演 - 橋本マナミ（第1話）
女優。主演ドラマ『愛する運命 憎しむ宿命』のプロデューサーとの不倫報道（通称：あいにく不倫）で「汚れた聖女」とバッシングさる。プロデューサーが妻子持ちと知らず、別れようとするが逆ギレされ、マスコミに不倫をリークされていた。
マスコミを避けるため都内の高級ホテルに潜伏していたが、バッシングに疲弊し自死を覚悟してギルダを訪れる。
ホストクラブで出会っていた息吹に自死を意識していることを見抜かれ、すももに自死を止められたことで、我が儘で高飛車な性格を隠して清純派女優を演じ切り、謝罪会見を行う。
ランチ客
演 - 久保田磨希、真下有紀、杉山美央
ギルダにランチに訪れた3人組の女性客。息吹と膳のファン。坂本柚月の不倫報道の話題で盛り上がる。
イッキュウ
演 - 菊池ハル（最終話）
息吹のホスト時代の後輩ホスト。
ギャンブル依存の母親の借金を返済する目的でホストを始めたが、金を稼いだことで逆に母親のギャンブル依存が強くなったことを悩み、投身自殺を遂げる。

##### 第3話
相原進
演 - 浜田学
娘・春海との関係を拗らせた父親。ギルダで亡き妻・夏子との思い出のクレープを春海と一緒に食べ、関係を修復できればと考える。男手で娘を立派な大人に育てなければいけないと気負ってしまい、つい春海に厳しく接していたが、春海から学校でいじめを受けていることを打ち明けられると、娘を思う気持ちからいじめた相手に仕返ししようと怒りをあらわにしたため、膳にたしなめられる。
10年前に人を騙し乱暴な生き方をしていた自分自身に嫌気がさし、「志手の岬」で自殺しようとしていたところ、同じく自殺しようとしていた妊婦の夏子と出会い、ギルダで互いの素性を語り合ううち、夏子のお腹の中にいた子供（春海）を守ると告げ、彼女と結婚している。
春海をいじめから守ると言った際に見せた目つきの鋭さから、膳が10年前に彼と夏子が来店したことを思い出し、当時提供した、ホルトバージ・パラチンタというハンガリーのクレープ料理が振舞われる。
相原春海
演 - 野澤しおり
進の娘。半年前に亡くなった母・夏子の作るクレープが好物であったが、膳の作るクレープは母のクレープと違うとギルダを出ていく。自身が進の実の娘でないことを、母親の葬儀で親族が話をしていたことで知ってしまい、ショックをうけていた。
相原夏子
演 - 玉井らん
進の亡妻。生前ギルダで食べた先代シェフ・テツの作った思い出のクレープ料理を再現しており、食卓で振舞っていた。
10年前、交際相手との間に春海を授かっていたが、ひき逃げ事故で死別し、失意から「志手の岬」で自殺しようとしていたところ、そこで進と出会い、ギルダで互いの素性を語り合ううち、進からお腹の中の子供を守ると告げられたことで彼と結婚している。

##### 第4話
大山涼子
演 - 市川由衣
良妻賢母を心がける母親。夫の両親からのプレッシャーから、娘の躾に厳しくなってしまう。
大山ハナ
演 - 櫻井梨菜
涼子の娘。母・涼子の厳しい躾に委縮するが、母親のことを愛している。
大山達夫
演 - 鳥羽潤
涼子の夫。娘のハナに対する妻・涼子の躾の厳しさに悩まされる。

##### 第5話
鮎川史郎
演 - 諏訪太朗（若手時代：福井貴大）
元雑誌記者。記者時代の自慢話を夕雨子やすももたちに語るが、妻・英里子から熟年離婚を切り出され、「志手の岬」での自殺を考えおり、夕雨子に崖で背中を押してほしいと頼む。「志手の岬」に向かう道すがら、夕雨子から妻のことを聞かれたことで、自身が家庭を顧みず、妻の話を聞いてあげなかったことで、自分が見限られていたことに気付き、これまでの妻に対する態度を後悔する。
鮎川英里子
演 - 渡辺杉枝（若い頃：内田奈那）
鮎川の妻。33年間連れ添ったが、史郎の退職日に熟年離婚を切り出し、受け入れられなかったため家を出る。
若い頃、喫茶店で働いていた時、スクープのため長時間外で張り込む若手時代の史郎に水を差し入れしたことをきっかけに結婚するが、家庭を顧みず、自分の話を聞いてくれない夫に愛想を尽かしていた。
鮎川舞
演 - 若菜
鮎川の娘。離婚を拒否し、母・英里子に気に入らないなら出て行けという父・史郎に、出ていくのは父のほうだと反論する。
萩原吐夢
演 - 水間ロン
ギルダの客。「志手の岬」で自殺しようとしていたところを、自身も自殺しようとしていた史郎に制止される。
妻に三下り半を喰らった史郎から話し相手になると言われたことで、自殺を思いとどまる。
ユココの両親
演 - 虹色拓郎（第7話）、和田環（第7話）
ユココを追いかける暴走したファンが、ユココと同乗する車に衝突し、交通事故死してしまう。
馬場志織
演 - 谷村美月（第6話）
「志手の岬」で娘の結との無理心中を企てるシングルマザー。借金を作った夫に逃げられ、周囲に反対された上での結婚だったために誰にも頼ることが出来ず、借金を返済するだけの生活に疲弊していた。
沙良にギルダに連れていかれ、膳の調理したお子様ランチを食べるうちに、幼少期、お子様ランチに刺さった旗欲しさに、両親とよくレストランに食事に行ったことを思い出す。ギルダを去る際、夕雨子から新子市の「ひとり親就職セミナー」の案内資料を渡され、自身の両親とともに再起を図ることを決意する。
馬場結〈5〉
演 - 磯村アメリ（第6話）
志織の娘。「志手の岬」を前に、お腹がすいたのでお子様ランチが食べたいと駄々をこねる。
沙良にギルダに連れていかれ、膳の調理したお子様ランチを振舞われるが、志織が食事代を支払うだけの金銭を持ち合わせていなかったことから、ギルダのルールで、代金の代わりに大事なものを担保として差し出すことになると、志織の大事なものは自分なので、自分の代わりに自分の大事にしているものとして、ピンクのうさぎのぬいぐるみを差し出した。

##### 第6話
沙良の両親
演 - 三溝浩二、結城さなえ
沙良の両親。レストラン「La Pigeon」を経営していたが、経営難を苦に、沙良が膳にアニメ映画に連れていかれている間に無理心中を図り亡くなっている。
沙良の母親は膳と一夜の過ちを犯していた。
田中元
演 - 城野マサト
清掃会社の志織の上司。子供がいるためシフトの融通が利かない志織を、契約満期を理由に解雇する。

##### 第7話
金田金太郎
演 - 坂口涼太郎
有名演歌歌手。かつて無名だった頃、地方巡業の終わりに閉店後のギルダを訪れ、膳たちの夜食のインスタントラーメンをごちそうになるが持ち合わせがなく、ギルダのルールに従い、食事代の代わりに大切にしていた自分の持ち歌「君へアルマ」のCDを担保に預ける。その後、年末の歌合戦番組に出場し、人気歌手となったことから、ギルダに再来店し、当時を思い出すためにインスタントラーメンを注文し、当時の食事代も併せて支払い、担保に預けていたCDを返却してもらう。しかし、いつ又売れない演歌歌手に戻るかもしれない不安から、生きる理由を持つために、再びCDをギルダに預かってもらう。
金田光子
演 - 越山深喜
金太郎の母親。鳴かず飛ばずの売れない演歌歌手だった息子にひもじい思いをさせないためにインスタントラーメンを食べさせ、必ず売れると励ましていた。

##### 最終話
刑務官
演 - 安達雪乃
ユココが収監された刑務所の刑務官。
ギルダの客
演 - ふせえり
金田金太郎のファン。金田がコンサートでギルダの料理が絶品だと宣伝したことで、コンサートの帰りに、ギルダに立ち寄った。
花屋
演 - 岩崎祐也
ギルダに百合の花を届けていた花屋。マーガレットがギルダの夕雨子の本当の名前・百合子を忘れないよう、百合を届けさせていた。

### スタッフ
- 原作 - 糸井のぞ『最果てから、徒歩5分』（新潮社『バンチコミックス』刊）
- 監督 - 大内隆弘、小路紘史、祖山聡
- 脚本 - 川﨑いづみ
- 主題歌 - Chara「A・O・U」（日本コロムビア）[17]
- プロデューサー - 岡部紳二、祖山聡、難波裕介
- 制作 - BSテレビ東京、PROTX
- 製作著作 - 「最果てから、徒歩5分」製作委員会 2022

### 放送日程
| 各話   | 放送日   | サブタイトル                                   | 監督     |
| ------ | -------- | ---------------------------------------------- | -------- |
| 第1話  | 10月01日 | 最期の昼餐～生きるべきか、死ぬべきか           | 大内隆弘 |
| 第2話  | 10月15日 | 癒しのスープ～有名女優の化けの皮               | 大内隆弘 |
| 第3話  | 10月22日 | 絆のクレープ～父と娘の事情                     | 小路紘史 |
| 第4話  | 10月29日 | 魅惑のパイ～すももの決断                       | 小路紘史 |
| 第5話  | 11月05日 | 償いの珈琲タイム～パパラッチの罪               | 祖山聡   |
| 第6話  | 11月12日 | おとな様ランチ～あなたにとって、一番大切なもの | 祖山聡   |
| 第7話  | 11月19日 | 再起のラーメン～崩れ出す均衡                   | 大内隆弘 |
| 最終話 | 11月26日 | 癒しの珈琲～それぞれの決断                     | 大内隆弘 |

- 10月8日は『昭和歌謡の巨星たち～作詞家・星野哲郎～演歌の魂』の放送のため、放送休止。

| BSテレビ東京 土曜ドラマ9 | BSテレビ東京 土曜ドラマ9                         | BSテレビ東京 土曜ドラマ9 |
| 前番組 | 番組名                                           | 次番組 |
| --- | ------------------------------------------------ | --- |
| 警視庁ゼロ係 〜生活安全課なんでも相談室〜 （SEASON4） （2022年8月6日 - 9月17日） - ※2019年7 - 9月期のTX系「金曜8時のドラマ」枠での放送分の4Kリマスター。 | 最果てから、徒歩5分 （2022年10月1日 - 11月26日） | 執事 西園寺の名推理 （SEASON1） （2022年12月10日 - 2023年2月4日） - ※2018年4 - 6月期のTX系「金曜8時のドラマ」枠での放送分の4Kリマスター。 |